# Millepora complanata
Millepora complanata är en nässeldjursart som beskrevs av Jean-Baptiste Lamarck 1816. Millepora complanata ingår i släktet Millepora och familjen Milleporidae. IUCN kategoriserar arten globalt som livskraftig. Inga underarter finns listade i Catalogue of Life.

## Bildgalleri

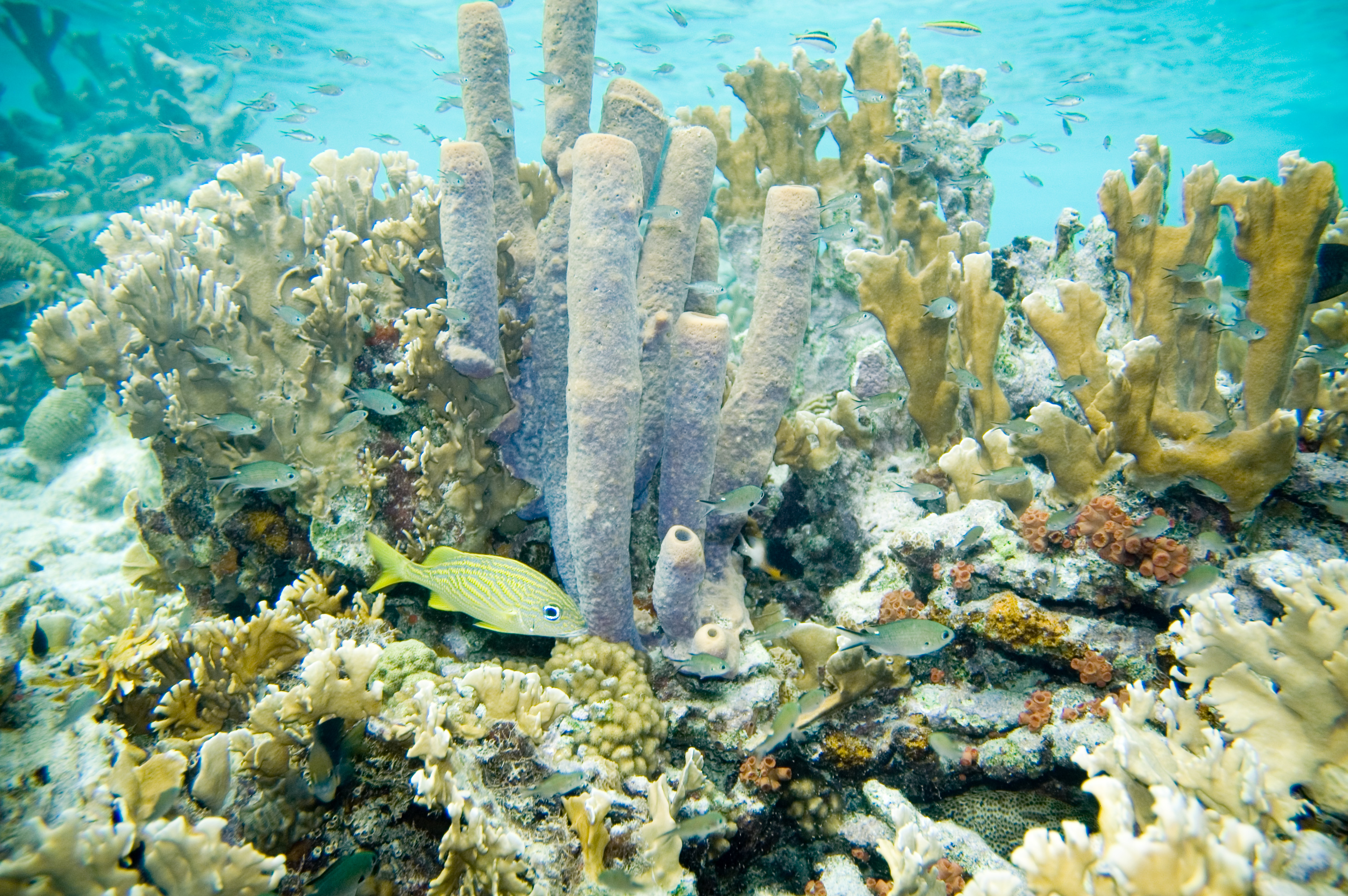
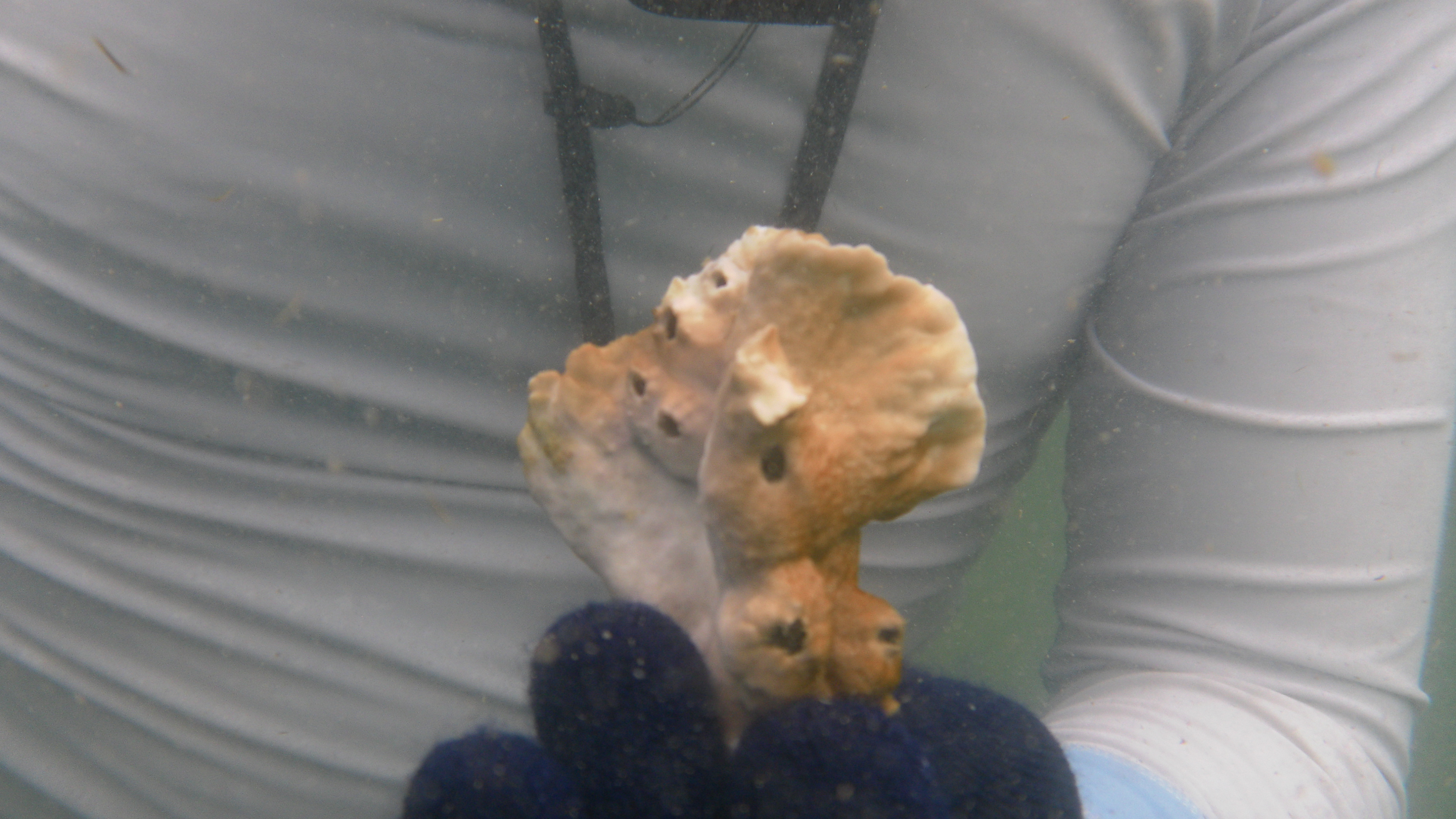
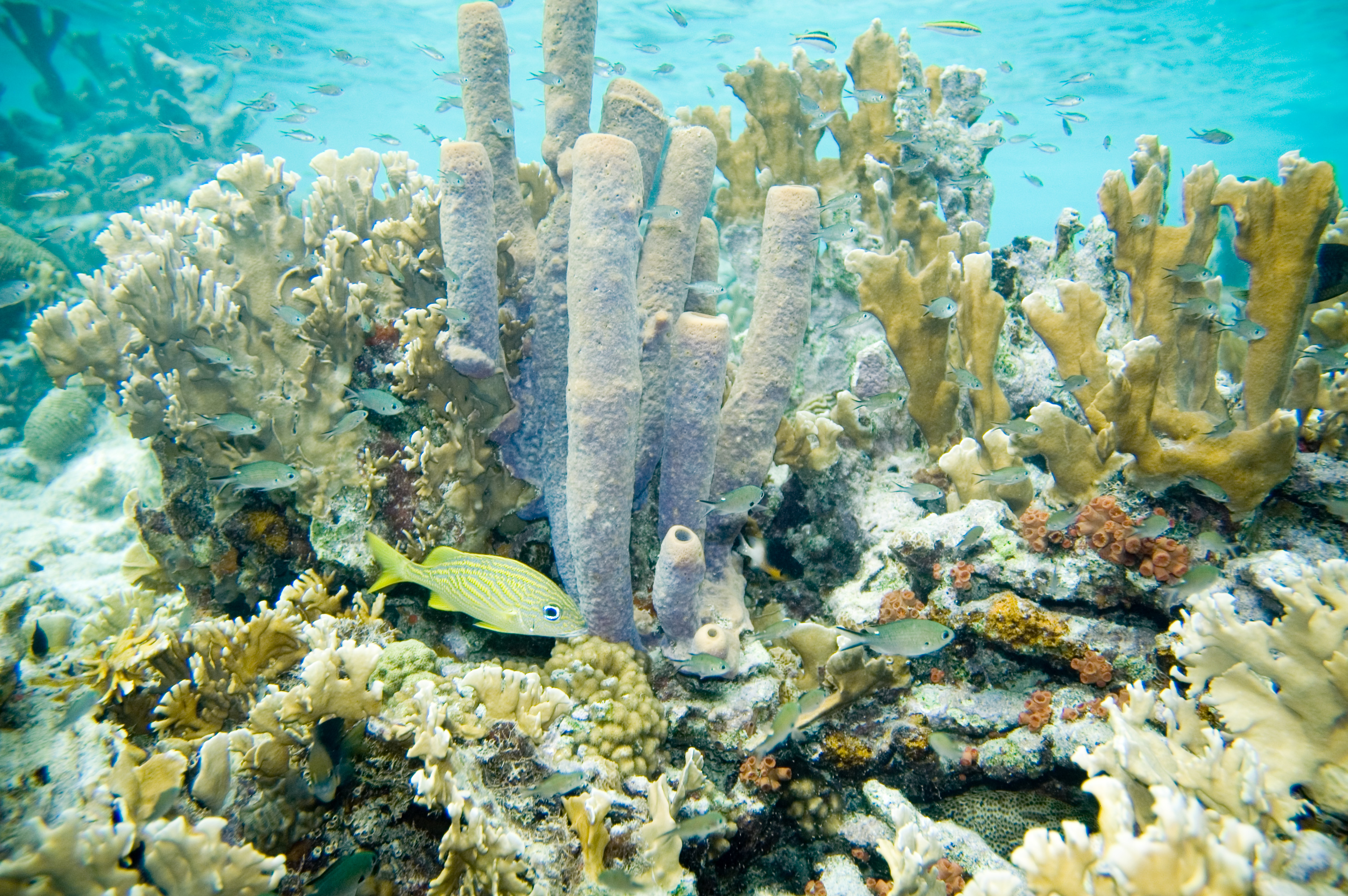